# 대한민국 보건복지부
보건복지부(保健福祉部)는 생활보호·자활지원·사회보장·아동(영·유아 보육을 포함한다.)·노인·장애인·보건위생·의정(醫政) 및 약정(藥政)에 관한 사무를 관장하는 대한민국의 중앙행정기관이다. 장관은 국무위원으로, 차관은 정무직공무원으로 보한다.

## 소관 사무
- 생활보호·자활지원·사회보장·아동(영·유아 보육을 포함한다.)·노인·장애인·보건위생·의정(醫政) 및 약정(藥政)에 관한 사무

## 연혁
- 1948년 7월 17일: 사회부를 설치.[4]
- 1949년 4월 15일: 사회부로부터 보건에 관한 사무를 이관받아 보건부를 설치.[5]
- 1955년 2월 7일: 사회부와 보건부를 통합하여 보건사회부를 설치.[6]
- 1994년 12월 23일: 보건복지부로 개편.[7]
- 1998년 2월 28일: 일부 소관사무를 식품의약품안전청으로 이관하여 분리.[8]
- 1999년 5월 24일: 일부 소관사무를 식품의약품안전청으로 이관.[9]
- 2001년 1월 29일: 가정폭력·성폭력 피해자의 보호 및 윤락행위 등 방지, 일제하 일본군위안부에 대한 생활안정지원에 관한 사무를 여성부로 이관.[10]
- 2004년 6월 12일: 영유아 보육에 관한 사무를 여성부로 이관.[11]
- 2005년 6월 23일: 「건강가정기본법」 및 「모·부자복지법」에 관한 사무를 여성가족부로 이관.[12]
- 2008년 2월 29일: 국가청소년위원회와 통합하여 보건복지가족부를 설치. 국정홍보처로부터 양극화민생대책에 관한 사무를, 여성가족부로부터 영유아 보육에 관한 사무를 이관받음.[13]
- 2010년 3월 19일: 보건복지부로 개편. 청소년·가족에 관한 사무는 여성가족부로 이관.[14]
- 2013년 3월 23일: 일부 소관사무를 식품의약품안전처로 이관.[15]

### 역대 로고

2000년부터 2008년까지 사용된 보건복지부 로고
2010년부터 2016년까지 사용된 보건복지부 로고

## 조직
| 실·국                 | 정책관·심의관실       | 담당관실·과                                                                                      |
| 장관 산하 하부조직    | 장관 산하 하부조직    | 장관 산하 하부조직                                                                               |
| --------------------- | --------------------- | ------------------------------------------------------------------------------------------------ |
| 대변인실              | 대변인실              | 홍보기획담당관실ㆍ디지털소통팀                                                                   |
| 감사관실              | 감사관실              | 감사담당관실ㆍ복지급여조사담당관실                                                               |
| 장관정책보좌관실      |                       |                                                                                                  |
| 제1차관 산하 하부조직 |                       |                                                                                                  |
| 기획조정실            | 기획조정실            | 보건복지상담센터ㆍ정보통계담당관실ㆍ정보보호팀                                                   |
|                       | 정책기획관실          | 기획조정담당관실ㆍ재정운용담당관실ㆍ혁신행정담당관실ㆍ규제개혁법무담당관실ㆍ양성평등정책담당관실 |
|                       | 국제협력관실          | 국제협력담당관실ㆍ통상개발담당관실                                                               |
|                       | 비상안전기획관실      |                                                                                                  |
|                       |                       | 운영지원과ㆍ인사과                                                                               |
| 사회복지정책실        | 사회복지정책실        | 차세대사회보장정보시스템구축추진단                                                               |
|                       | 복지정책관실          | 복지정책과ㆍ기초생활보장과ㆍ자립지원과ㆍ기초의료보장과                                           |
|                       | 복지행정지원관실      | 지역복지과ㆍ급여기준과ㆍ복지정보기획과ㆍ복지정보운영과                                           |
|                       | 사회서비스정책관실    | 사회서비스정책과ㆍ사회서비스사업과ㆍ사회서비스자원과ㆍ사회서비스일자리과                         |
| 장애인정책국          | 장애인정책국          | 장애인정책과ㆍ장애인권익지원과ㆍ장애인자립기반과ㆍ장애인서비스과ㆍ장애인건강과                   |
| 인구정책실            | 인구아동정책관실      | 인구정책총괄과ㆍ출산정책과ㆍ아동복지정책과ㆍ아동권리과ㆍ아동학대대응과                           |
| 인구정책실            | 노인정책관실          | 노인정책과ㆍ노인지원과ㆍ요양보험제도과ㆍ요양보험운영과ㆍ노인건강과                               |
| 인구정책실            | 보육정책관실          | 보육정책과ㆍ보육사업기획과ㆍ보육기반과                                                           |
| 연금정책국            | 연금정책국            | 국민연금정책과ㆍ국민연금재정과ㆍ기초연금과                                                       |
| 사회보장위원회 사무국 | 사회보장위원회 사무국 | 사회보장총괄과ㆍ사회보장조정과ㆍ사회보장평가과                                                   |
| 제2차관 산하 하부조직 |                       |                                                                                                  |
| 보건의료정책실        | 보건의료정책관실      | 보건의료정책과ㆍ의료인력정책과ㆍ의료자원정책과ㆍ간호정책과ㆍ의료기관정책과ㆍ약무정책과           |
| 보건의료정책실        | 공공보건정책관실      | 질병정책과ㆍ공공의료과ㆍ응급의료과ㆍ생명윤리정책과ㆍ혈액장기정책과                               |
| 보건의료정책실        | 한의약정책관실        | 한의약정책과ㆍ한의약산업과                                                                       |
| 건강보험정책국        | 건강보험정책국        | 보험정책과ㆍ보험급여과ㆍ보험약제과ㆍ보험평가과                                                   |
|                       | 필수의료지원관실      | 필수의료총괄과                                                                                   |
| 건강정책국            | 건강정책국            | 건강정책과ㆍ건강증진과ㆍ구강정책과                                                               |
|                       | 정신건강정책관실      | 정신건강정책과ㆍ정신건강관리과ㆍ자살예방정책과                                                   |
| 보건산업정책국        | 보건산업정책국        | 보건산업정책과ㆍ보건의료기술개발과ㆍ보건산업진흥과ㆍ보건산업해외진출과ㆍ의료정보정책과           |
|                       | 첨단의료지원관실      | 보건의료데이터진흥과ㆍ재생의료정책과                                                             |

### 소속기관
- 장관의 관장 사무를 지원하는 기관
  - 국립소록도병원, 오송생명과학단지지원센터, 국립장기조직혈액관리원, 국립망향의동산관리원
- 건강보험분쟁조정위원회 사무국
- 첨단재생의료 및 첨단바이오의약품 심의위원회 사무국
- 장관의 관장 사무를 지원하는 책임운영기관
  - 국립정신건강센터, 국립나주병원, 국립부곡병원, 국립춘천병원, 국립공주병원, 국립재활원

### 소속 자문위원회
| 위원회명                           | 주관부처   | 설치근거                                                   | 비고 |
| ---------------------------------- | ---------- | ---------------------------------------------------------- | ---- |
| 감염병관리위원회                   | 보건복지부 | 감염병의 예방 및 관리에 관한 법률 제9조                    |      |
| 건강보험공표심의위원회             | 보건복지부 | 국민건강보험법 제85조의3                                   |      |
| 건강보험분쟁조정위원회             | 보건복지부 | 국민건강보험법 제77조의2                                   |      |
| 건강보험정책심의위원회             | 보건복지부 | 국민건강보험법 제4조                                       |      |
| 국가건강검진위원회                 | 보건복지부 | 건강검진기본법 제8조                                       |      |
| 국가보존묘지심사위원회             | 보건복지부 | 장사등에관한법률제34조                                     |      |
| 국가암관리위원회                   | 보건복지부 | 암관리법 제6조                                             |      |
| 국가치매관리위원회                 | 보건복지부 | 치매관리법 제7조                                           |      |
| 국민건강증진정책심의위원회         | 보건복지부 | 국민건강증진법 제5조                                       |      |
| 국민연금기금운용위원회             | 보건복지부 | 국민연금법 제103조                                         |      |
| 국민연금심의위원회                 | 보건복지부 | 국민연금법 제5조                                           |      |
| 국민연금재심사위원회               | 보건복지부 | 국민연금법 제111조                                         |      |
| 모자보건심의회                     | 보건복지부 | 모자보건법 제6조                                           |      |
| 보건의료기술정책심의위원회         | 보건복지부 | 보건의료기술진흥법 제6조                                   |      |
| 보건의료정책심의위원회             | 보건복지부 | 보건의료기본법 제20조                                      |      |
| 신의료기술평가위원회               | 보건복지부 | 의료법 제54조                                              |      |
| 연계급여심의위원회                 | 보건복지부 | 국민연금과 직역연금의 연계에 관한 법률 제22조              |      |
| 의료기관인증위원회                 | 보건복지부 | 의료법 제58조의2                                           |      |
| 의사상자심사위원회                 | 보건복지부 | 의사상자 등 예우 및 지원에 관한 법률 제4조                 |      |
| 인체조직안전관리자문위원회         | 보건복지부 | 인체조직안전 및 관리 등에 관한 법률 제6조                  |      |
| 장기등이식윤리위원회               | 보건복지부 | 장기 등 이식에 관한 법률 제7조                             |      |
| 장기요양심판위원회                 | 보건복지부 | 노인장기요양보험법 제56조                                  |      |
| 장기요양위원회                     | 보건복지부 | 노인장기요양보험법 제45조                                  |      |
| 장애판정위원회                     | 보건복지부 | 장애인복지법 제32조                                        |      |
| 제대혈 위원회                      | 보건복지부 | 제대혈 관리 및 연구에 관한 법 제6조                        |      |
| 제약산업육성지원위원회             | 보건복지부 | 제약산업육성 및 지원에 관한 측별법 제6조                   |      |
| 중앙보육정책위원회                 | 보건복지부 | 영유아보육법 제6조                                         |      |
| 중앙생활보장위원회                 | 보건복지부 | 국민기초생활 보장법 제20조                                 |      |
| 중앙응급의료위원회                 | 보건복지부 | 응급의료에 관한 법률 제13조의3                             |      |
| 중앙의료급여심의위원회             | 보건복지부 | 의료급여법 제6조                                           |      |
| 중앙정신보건심의위원회             | 보건복지부 | 정신보건법 제27조                                          |      |
| 중앙치료보호심사위원회             | 보건복지부 | 마약류관리에 관한 법률 제40조                              |      |
| 중증장애인생산품우선구매촉진위원회 | 보건복지부 | 중증장애인생산품우선구매 특별법 제5조                      |      |
| 직장어린이집명단공표심의위원회     | 보건복지부 | 영유아보육법 제14조의2                                     |      |
| 천연물신약연구개발정책심의회       | 보건복지부 | 천연물신약연구개발촉진법 제4조                             |      |
| 편의증진심의회                     | 보건복지부 | 장애인,노인,임산부 등의 편의증진보장에 관한 법률 제12조의2 |      |
| 한방산업육성협의회                 | 보건복지부 | 한의약육성법 제12조                                        |      |
| 한의약육성발전심의위원회           | 보건복지부 | 한의약육성법 제6조                                         |      |
| 혈액관리위원회                     | 보건복지부 | 혈액관리법 제5조                                           |      |

## 정원
보건복지부에 두는 공무원의 정원은 다음과 같다.
| 총계          | 총계                        | 900명 |
| ------------- | --------------------------- | ----- |
| 정무직 계     | 정무직 계                   | 3명   |
|               | 장관                        | 1명   |
|               | 차관                        | 2명   |
|               |                             |       |
| 별정직 계     | 별정직 계                   | 6명   |
|               | 고위공무원단                | 1명   |
|               | 3급 상당 이하 5급 상당 이상 | 1명   |
|               | 6급 상당 이하               | 4명   |
|               |                             |       |
| 일반직 계     | 일반직 계                   | 890명 |
|               | 고위공무원단                | 27명  |
|               | 3급 이하 5급 이상           | 465명 |
|               | 6급 이하                    | 393명 |
|               | 전문경력관                  | 5명   |
|               |                             |       |
| 경찰공무원 계 | 경찰공무원 계               | 1명   |
|               | 경정 이하                   | 1명   |

## 재정
총수입·총지출 기준 2023년 재정 규모는 다음과 같다.
| 구분                    | 구분                    | 세입예산              | 작년 대비 증감 |
| ----------------------- | ----------------------- | --------------------- | -------------- |
| 일반회계                | 일반회계                | 5131억 5200만 원      | +0.01%         |
| 국가균형발전특별회계    | 국가균형발전특별회계    | 170억 4600만 원       | -2.59%         |
| 농어촌구조개선 특별회계 | 농어촌구조개선 특별회계 | 7억 9600만 원         | -2.45%         |
| 책임운영기관특별회계    | 책임운영기관특별회계    | 424억 900만 원        | -5.14%         |
|                         | 국립정신건강센터        | 103억 4200만 원       | -6.78%         |
|                         | 국립나주병원            | 61억 5300만 원        | -7.05%         |
|                         | 국립재활원              | 141억 4800만 원       | +1.54%         |
|                         | 국립부곡병원            | 48억 400만 원         | -10.29%        |
|                         | 국립춘천병원            | 34억 1600만 원        | -16.58%        |
|                         | 국립공주병원            | 61억 5300만 원        | -1.77%         |
| 국민건강증진기금        | 국민건강증진기금        | 2조 9583억 6200만 원  | +0.94%         |
| 국민연금기금            | 국민연금기금            | 81조 2555억 6600만 원 | 10.23%         |
| 응급의료기금            | 응급의료기금            | 3163억 6300만 원      | +70.98%        |
|                         |                         |                       |                |
| 합계                    | 합계                    | 85조 1036억 9400만 원 | +9.95%         |

| 구분                    | 구분                    | 구분                 | 세출예산               | 작년 대비 증감 |
| ----------------------- | ----------------------- | -------------------- | ---------------------- | -------------- |
| 일반회계                | 일반회계                | 일반회계             | 66조 3652억 9600만 원  | +7.46%         |
|                         | 기초생활보장            | 기초생활보장         | 16조 4059억 1200만 원  | +13.46%        |
|                         | 취약계층지원            | 취약계층지원         | 4조 5401억 9800만 원   | +11.56%        |
|                         | 공적연금                | 공적연금             | 383억 9300만 원        | +41.06%        |
|                         | 사회복지일반            | 사회복지일반         | 5413억 9000만 원       | -22.33%        |
|                         | 아동·보육               | 아동·보육            | 9조 5405억 2600만 원   | +4.14%         |
|                         | 노인                    | 노인                 | 22조 4237억 1900만 원  | +10.76%        |
|                         | 보건의료                | 보건의료             | 2조 2857억 9800만 원   | -23.55%        |
|                         | 건강보험                | 건강보험             | 10조 5893억 6000만 원  | +4.75%         |
| 국가균형발전특별회계    | 국가균형발전특별회계    | 국가균형발전특별회계 | 1조 6007억 8900만 원   | +446.74%       |
|                         | 취약계층지원            | 취약계층지원         | 48억 3400만 원         | 순증           |
|                         | 사회복지일반            | 사회복지일반         | 4226억 2700만 원       | +101.22%       |
|                         | 아동·보육               | 아동·보육            | 2865억 6800만 원       | 순증           |
|                         | 노인                    | 노인                 | 6086억 9500만 원       | 순증           |
|                         | 보건의료                | 보건의료             | 2780억 6500만 원       | +235.99%       |
| 농어촌구조개선 특별회계 | 농어촌구조개선 특별회계 | 보건의료             | 0원                    | -100%          |
| 책임운영기관특별회계    | 책임운영기관특별회계    | 책임운영기관특별회계 | 1786억 2100만 원       | +3.9%          |
|                         | 국립정신건강센터        | 보건의료             | 441억 3300만 원        | +2.88%         |
|                         | 국립나주병원            | 보건의료             | 220억 1100만 원        | +1.12%         |
|                         | 국립재활원              | 취약계층지원         | 589억 3800만 원        | +6.89%         |
|                         | 국립부곡병원            | 보건의료             | 208억 5400만 원        | +2.68%         |
|                         | 국립춘천병원            | 보건의료             | 158억 3100만 원        | +3.08%         |
|                         | 국립공주병원            | 보건의료             | 168억 5400만 원        | +2.5%          |
| 국민건강증진기금        | 국민건강증진기금        | 국민건강증진기금     | 3조 6715억 3700만 원   | +6.02%         |
|                         | 취약계층지원            | 취약계층지원         | 72억 2400만 원         | -68.82%        |
|                         | 사회복지일반            | 사회복지일반         | 1억 7700만 원          | -0.56%         |
|                         | 아동·보육               | 아동·보육            | 199억 600만 원         | -4.91%         |
|                         | 노인                    | 노인                 | 1964억 6100만 원       | -8.2%          |
|                         | 보건의료                | 보건의료             | 1조 6269억 3000만 원   | +17.06%        |
|                         | 건강보험                | 건강보험             | 1조 8208억 3900만 원   | +0.33%         |
| 국민연금기금            | 국민연금기금            | 공적연금             | 37조 1215억 7700만 원  | +17.98%        |
| 응급의료기금            | 응급의료기금            | 보건의료             | 2451억 3800만 원       | -11.14%        |
|                         |                         |                      |                        |                |
| 합계                    | 합계                    | 합계                 | 109조 1829억 5800만 원 | +12.01%        |

## 논란

### 복수차관제 도입 추진 논란
2010년 4월 1일 대한의사협회는 상임이사회에서 복지부의 보건의료와 사회복지 분야의 업무 효율성을 높일 수 있도록 하는 복수차관제 도입을 입법 추진하기로 했다.
2010년 4월 9일 대한한의사협회 등 6개 보건의료단체와 23개 사회복지단체는 프레스센터에서 '보건복지부 복수 차관제 도입 촉구를 위한 공동기자회견'을 열고 "보건복지부는 장관 밑에 1인의 차관이 있고 그 차관이 보건과 복지 양쪽 모두를 총괄하고 있는데 보건과 복지가 서로 시너지 효과를 내기보다는 사실상 보건이 복지에 발목 잡히고 복지 또한 보건 때문에 한계에 부딪히는 일들이 종종 발생한다"라고 지적했다.
2010년 7월 22일 대한의사협회는 보건복지부 내에 2인의 차관 즉, 복수차관제 도입을 골자로 한 '정부조직법 일부개정법률안(주승용 의원 대표발의)'에 대해 환영의 입장을 밝혔다.
2010년 9월 17일 진수희 보건복지부 장관이 취임 후 기자간담회 도중 복수차관제 도입과 관련 "보건복지 업무를 감안해 새로운 프로젝트로 추진할 것"이라고 말했다. 보건복지부 장관 산하에 사회복지 담당 1차관과 보건의료 담당 2차관을 두는 복수차관제 도입을 검토하겠다는 것이다.
보건복지부 내부에서도 일단 환영 입장이다. 행정부 내에서 보건복지부의 위상을 높일 수 있는 찬스가 될 수 있기 때문이다. 더불어 고위공무원 인사적체를 해결할 수 있고, 업계의 주장처럼 보건의료와 사회복지 분야 업무가 보다 효율적으로 이뤄질 수 있는 계기도 될 것이라는 의견이다. 하지만 오히려 비효율성이 부각돼 다른 부처에 업무를 뺏기는 계기가 될 수 있다는 판단에 조심스러운 분위기다. 저출산고령사회정책실 업무 중 일부는 여성가족부와도 맥을 같이 하고 보건산업 분야는 지식경제부와 맞물리기 때문이다.
이 문제는 2020년 코로나19 범유행으로 인해 감염병에 대한 우려가 높아지면서 복수차관제를 도입과 함께 질병관리본부가 질병관리청으로 승격되면서 해결되었다.

## 같이 보기
- 외청
  - 질병관리청
- 보건복지부 장관
- 보건복지부 차관
- 중앙응급의료센터
- 권역응급의료센터
- 2009년 인플루엔자 범유행
- 코로나19 범유행

### 내용주
1. 1 2 3 4 5 6 7 8  개방형 직위.
2. ↑  2024년 1월 14일까지 존속하는 한시조직.
3. ↑  2명을 두며 1명은 고위공무원단 나등급에 속하는 별정직공무원으로, 나머지 1명은 3급 또는 4급 상당 별정직공무원으로 보한다.
4. ↑  2024년 6월 30일까지 존속하는 한시조직.
5. ↑  2024년 2월 29일까지 존속하는 한시조직.
6. ↑  2024년 12월 31일까지 존속하는 한시조직.
7. ↑  한시정원 1명 포함.
8. ↑  한시정원 20명 포함.
9. ↑  한시정원 11명 포함.

### 참조주
1. 1 2  「보건복지부와 그 소속기관 직제」 별표 4 및 별표 6 및 별표 7
2. 1 2  기획재정부. “열린재정 > 재정연구분석 > 재정분석통계 > 예산편성현황(총수입)”. 《열린재정》. 2023년 1월 19일에 확인함.
3. 1 2  기획재정부. “열린재정 > 재정연구분석 > 재정분석통계 > 세목 예산편성현황(총지출)”. 《열린재정》. 2023년 1월 19일에 확인함.
4. ↑  법률 제1호
5. ↑  법률 제22호
6. ↑  법률 제354호
7. ↑  법률 제4831호
8. ↑  법률 제5529호
9. ↑  법률 5982호
10. ↑  법률 제6400호
11. ↑  법률 제7186호
12. ↑  법률 제7413호
13. ↑  법률 제8852호
14. ↑  법률 제9932호
15. ↑  법률 제11690호
16. ↑  박진우 (2010년 4월 10일). “보건복지 관련 단체들 '복수 차관제' 도입 주장”. 《민족의학신문》. 2011년 8월 29일에 확인함.
17. ↑  김기원 (2010년 7월 23일). “복수차관제 도입 발의 환영”. 《디지털의사신문》. 2011년 8월 29일에 확인함.
18. ↑  송정훈 (2010년 9월 17일). “진수희 장관 "복수차관제 도입하겠다"”. 《머니투데이》. 2011년 8월 29일에 확인함.
19. ↑  구수본 (2020년 6월 3일). “질본, '질병관리청'으로 승격...보건복지부 복수차관제 도입”. 《YTN》. 2020년 10월 12일에 확인함.